# Роклин (Калифорния)
Роклин — город в округе Пласер, штат Калифорния, США. Население, согласно переписи 2010 года, составляло 56974 человека.

## География
Площадь города составляет 51 км², из которых 0,13 км² занимают открытые водные пространства. Климат средиземноморский.

## История
На территории современного Роклина с древних времён существовали деревни индейцев-нисенанов, с конца 1840-х годов здесь стали возникать поселения белых золотоискателей. С 1850-х годов в этих местах начали добывать также и гранит. С начала 1860-х годов история города была тесно связана с Трансконтинентальной железной дорогой. В 1868 году здесь было основано почтовое отделение. В 1893 году населённый пункт был инкорпорирован.

## Население
По данным переписи 2010 года, население Роклина составляло 56974 человека, плотность населения — 1122,7 чел./км². Расовый состав жителей был следующим: белых — 47047 (82,6 %), афроамериканцев — 858 (1,5 %), индейцев — 410 (0,7 %), азиатов — 4105 (7,2 %), уроженцев Гавайев и тихоокеанских островов — 150 (0,3 %), представителей других рас — 1538 (2,7 %), представителей двух и более рас — 2866 (5 %), латиноамериканцев (любой расы) — 6555 человек (11,5 %). В городе насчитывалось 20800 семей, средний возраст жителя составлял 36,7 года.